# Бакинская
Баки́нская — станица в муниципальном образовании «город Горячий Ключ» Краснодарского края. Административный центр Бакинского сельского округа. 

## География
Расположена в 18 км к северо-востоку от города Горячий Ключ и в 48 км к юго-востоку от Краснодара, в долине реки Псекупс, у её выхода из горно-лесной зоны на равнину.

## История
До завершения Кавказской войны, на месте современного села располагался адыгский аул Ашиухабль (адыг. Ащыухьабл — «селение Ашуевых»), который был заброшен в ходе мухаджирства черкесов. 
Современная станица была основана в 1864 году и названа в честь 153-го пехотного Бакинского полка, который, в свою очередь, назван в честь города Баку.

## Население
| 2002 | 2010  |
| ---- | ----- |
| 2185 | ↗2519 |